# ウネーチャ

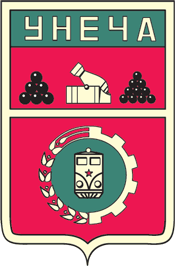
ウネーチャの市章

座標: 北緯52度50分46秒 東経32度40分36秒 / 北緯52.84611度 東経32.67667度
ウネーチャ（ウネチャ、露: Уне́ча、英: Unecha）は、ロシア西部のブリャンスク州にある町。人口は2万4274人（2021年）。州都ブリャンスクからは南西140キロメートル。ソジ川の支流イプチ川（Ипуть）へと流れる、さらに支流のウネチャ川に沿う。

## 歴史
ウネーチャ川沿いに同名の村ができたのは1672年のことであった。
1887年に近くにブリャンスク＝ホメリ間の鉄道が開通し、それに合わせて鉄道駅周辺に集落ができ始めた。1930年には南北に伸びる支線も開通したことにより、鉄道の交点の町として大きくなった。1940年8月16日に市の地位を得ている。
第二次世界大戦（独ソ戦）では1941年8月17日にドイツ国防軍に占領されたが、1943年9月23日にブリャンスク攻勢を進める赤軍ブリャンスク戦線により奪還された。

## 文化
市内には歴史民俗博物館がある。

## 産業と交通
ウネーチャには電機工業のほか、食品加工業や建材工業、鉄道関係の工場が立地する。
1887年に開通したブリャンスク＝ホメリ＝ブレスト間の鉄道が通り、東西にロシア西部とベラルーシ南部を結ぶ。さらに1931年に開業したヴォルシャ（ベラルーシ）＝クルィチャウ（ベラルーシ）＝スラージ＝ウネーチャ間の鉄道が交差し、ウネーチャの北のベラルーシと南のウクライナとを結んでいる。この南北の支線は、ベラルーシがロシアと別の国になったこともあり一部では列車が通っていない。
ブリャンスクからポーチェプ・ウネーチャ・クリンツィ・ノヴォズィプコフを通ってベラルーシ国境へ伸びるM13幹線道路が通っている。